# قلعه جلال‌الدین
قلعه جلال‌الدین مربوط به دوران‌های تاریخی پس از اسلام است و در شهرستان جاجرم واقع شده و این اثر در تاریخ ۳ بهمن ۱۳۵۶ با شمارهٔ ثبت ۱۵۷۷ به‌عنوان یکی از آثار ملی ایران به ثبت رسیده‌است.
قلعه جلال‌الدین که از سنگ و آجر و گچ ساخته شده، عبارت است از شش برج و چند یورت که قطرا از شمال به جنوب اطول از مغرب به شرق است.

## موقعیت قلعه
قلعه جلال‌الدین در شهرستان جاجرم و بر روی تپه نسبتاً مرتفع سنگی قرار گرفته‌است. این قلعه با پلانی شش گوش، دارای شش برج مدور در اطراف است و درِ ورودی آن در ضلع جنوبی قرار دارد که در گذشته عمارتی نیز بالای درِ ورودی قرار داشته‌است.
این قلعه در داخل از چهار اتاق در میان برج‌ها ساخته و خمره‌هایی نیز در بدنه دیوارهای داخلی جهت جمع‌آوری آب و آذوقه ایجاد شده‌است. در ضلع جنوبی و سمت راست درِ ورودی این قلعه راه پله‌ای جهت دسترسی به برج‌های نگهبانی قرار دارد و روزنه‌هایی در تمام طول دیوارهای اطراف و برج‌ها نیز ایجاد شده‌است. در پایین و ضلع جنوب غربی قلعه چشمه آب شیرینی وجود دارد که آن نیز موسوم به جلال‌الدین می‌باشد . عمده مصالح این قلعه از سنگ و ملاط ساروج و در بعضی نقاط از آجر می‌باشد. ارتفاع برج‌ها و دیوارهای آن حدود ۱۲ متر می‌باشد. این قلعه در گذشته دو یا سه طبقه بوده که این قلعه را به شهر جاجرم متصل می‌ساخته‌است.

## آب مخصوص قلعه
درون قلعه در طرف شمال غربی، چاهی است مخصوص آب قلعه که حالا تقریباً بیست ذرع عمق دارد و پیداست که پر شده‌است. آنچه معلوم می‌شود چون چشمه بزرگی است، دامنه تپه‌ای که قلعه بالای آن ساخته شده منفجر است، این چاه پایابی بوده که آب از آن با مشک بالا می‌آورده‌اند. در دهنه چاه صناعت و بنایی نشده همان حفره است و در اطراف چاه آثار کلنگ دیده نمی‌شود؛ مثل این که این دهنه طبیعی است.

## قلعه جلال‌الدین یک قلعه نظامی
نظریات مختلفی در خصوص این که این قلعه متعلق به چه کسی می‌باشد، وجود دارد. عده‌ای این قلعه را به جلال‌الدین سلجوقی و عده‌ای آن را به جلال‌الدین؛ بنیان‌گذار سلسله جلالیه نسبت می‌دهند اما نظریه‌ای که در حال حاضر مطمئن‌تر و محتمل‌تر از بقیه به نظر می‌رسد این است که قلعه جلال‌الدین یک قلعه نظامی است که مربوط به قرن هفتم هجری قمری می‌باشد و آن را به سلطان جلال‌الدین خوارزمشاه نسبت می‌دهند. بر اساس این نظریه به نظر می‌رسد که این قلعه به دستور سلطان جلال‌الدین و در هنگام حمله مغول به ایران و در جریان جنگ و گریزهای سلطان جلال‌الدین و در زمانی که وی پس از مرگ پدرش در جزیره آبسکون (آشوراده کنونی) از جانب مازندران به سمت شرق ایران حرکت نمود تا خود را برای مقابله با سپاهیان مغول آماده سازد، ساخته شده باشد.